# Chiesa dell'Ascensione (Tramonti)
La Chiesa dell'Ascensione è una tra le chiese più antiche di Tramonti, è sita nella frazione di Paterno sant'Arcangelo.

## Storia

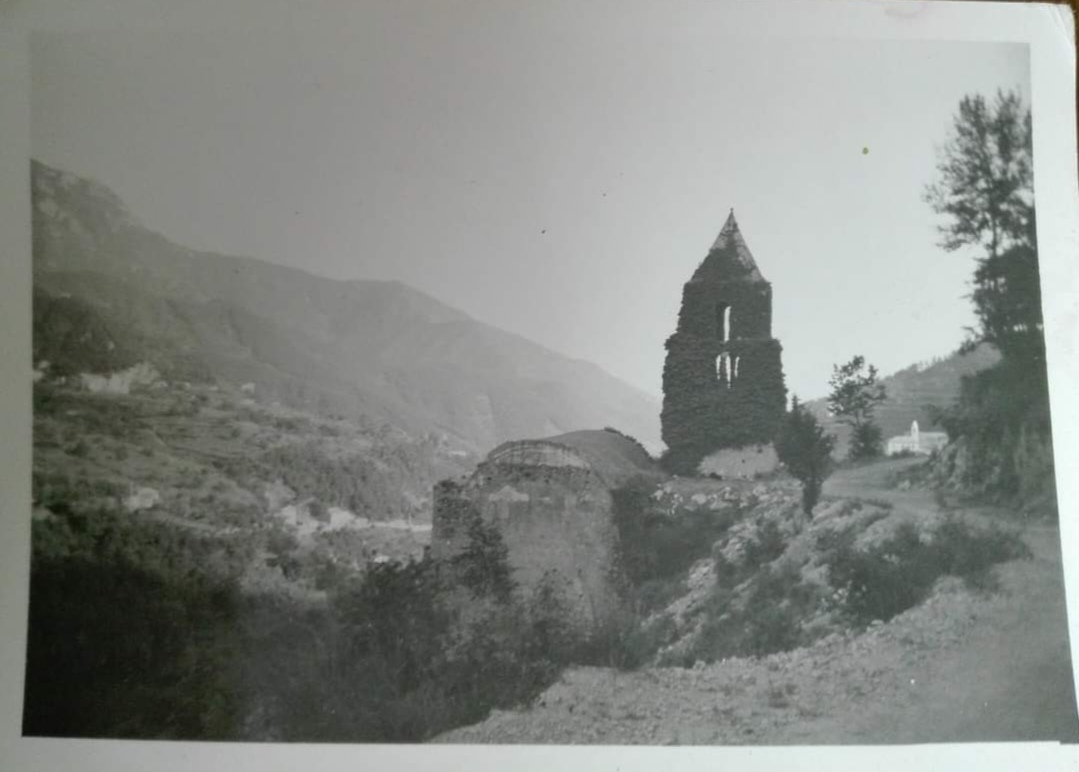
Una fotografia della chiesa scattata presumibilmente negli anni 50. Si noti lo stato di abbandono del campanile ricoperto di edera

### Preesistenze
Nel X secolo venne eretta una torre di avvistamento e insieme ad essa tre absidi che nel XII secolo vennero inglobati nel complesso architettonico della chiesa, la prime come campanile.

### Fondazione
Il 17 luglio 1446, dall'Arcivescovo Andrea De Palearia, venne concesso alla confraternita di Santa Maria della Pietà di costruire una cappella dedicata all'Ascensione.

### La chiesa nel Settecento
A causa del Terremoto dell'Irpinia e Basilicata del 1694, la chiesa parrocchiale di San Michele Arcangelo crollò e probabilmente la chiesa dell'Ascensione svolse la funzione di sede parrocchiale, fino a quando quella di San Michele non venne ricostruita.
Nel 1730, durante una visita pastorale, Monsignor Michele Bologna riporta una tela raffigurante l'Ascensione, dipinta da Andrea Vaccaro posta sull'altare maggiore. Inoltre l'Arcivescovo definisce la chiesa una basilica per la pregevolezza della costruzione.
Nel 1762, come riporta Monsignor Antonio Puoti, la chiesa versava in condizioni fatiscenti e parte degli stucchi si era staccata. L'Arcivescovo la interdisse momentaneamente al culto e diede ordine di restaurarla entro 6 mesi. Ciò non accadde, tanto che nel 1785 lo stesso Puoti la interdisse definitivamente al culto a causa dello stato di abbandono in cui era stata lasciata dalla confraternita.

### L'abbandono
Secondo una leggenda popolare la chiesa venne abbandonata a causa di un omicidio commesso ai danni di un sacerdote verificatosi mentre celebrava qui la Santa Messa. In realtà fu abbandonata perché la confraternita di Santa Maria della Pietà non fu più in grado di sostenerne le spese di manutenzione.
In seguito alle leggi di eversione dell'asse ecclesiastico la chiesa divenne proprietà del comune di Tramonti che la fittò come deposito di frasche per la copertura dei limoni durante il periodo invernale.

### Elevazione a sede parrocchiale e il restauro
A causa del terremoto dell'Irpinia del 1980 la vicina chiesa parrocchiale di San Michele fu lesionata e venne abbattuta. 
Il 15 giugno 1981 il Consiglio Comunale di Tramonti deliberó di richiedere alla Curia Arcivescovile di  Amalfi la cessione del terreno e della canonica dove sorgeva la chiesa di San Michele Arcangelo, in cambio il Comune avrebbe ceduto in permuta la proprietà della chiesa dell'Ascensione.
Nel 1990 si decise di non ricostruire la chiesa di San Michele ma di restaurare la chiesa dell'Ascensione che allo stesso tempo divenne chiesa parrocchiale.
La chiesa, sconsacrata e in stato di abbandono e di degrado, subì un restauro durato dal 1990 al 1997, in seguito al quale fu riaperta al culto.

## Descrizione

### La facciata
La facciata della chiesa è composta da una parete uniforme, delimitata in alto da un arco centrale a tutto sesto, che segue l'andamento della volta di copertura retrostante. A destra del portale, in una nicchia, è conservata una statua in pietra scolpita della Pietà risalente al 1470.

### Il campanile
Il campanile è realizzato interamente in pietra irregolare a vista. Si innalza per quattro livelli, di cui i primi tre hanno pianta quadrata e l'ultimo pianta ottagonale. Il primo, inoltre, ha profilo rastremato verso l'alto. Tra i vari livelli ci sono leggere rientranze o marcapiani. Sono presenti monofore ai primi due livelli e al quarto, mentre vi sono bifore al terzo. La sommità è composta da una cuspide piramidale a base ottagonale.

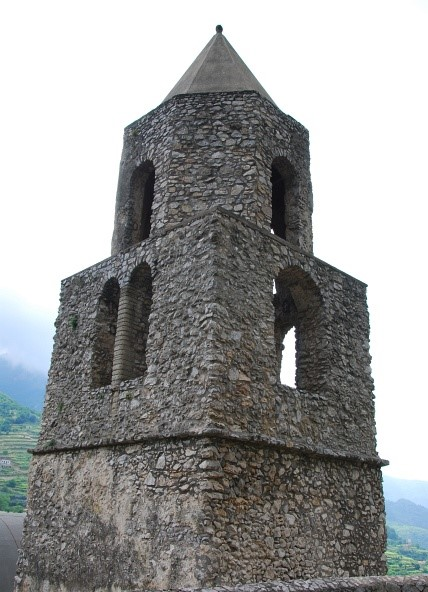
Il campanile della chiesa visto da via Ascensione